# Czarnoksiężnik z Oz
Czarnoksiężnik z Oz (ang. Wizard of Oz, znany również pod nazwą Czarnoksiężnik z krainy Oz) – amerykański film familijny, fantastyczno-przygodowy musical z 1939 roku produkcji Melvyna LeRoya, przeważnie w reżyserii Victora Fleminga. Film jest adaptacją powieści dla dzieci Czarnoksiężnik z Krainy Oz autorstwa L. Franka Bauma.
W roku 1989 był jednym z 25 pierwszych filmów wprowadzonych do Narodowego Rejestru Filmowego Stanów Zjednoczonych jako film „znaczący kulturowo, historycznie bądź estetycznie”. W roku 1995, z okazji stulecia narodzin kina, film znalazł się na watykańskiej liście 45 filmów fabularnych, które propagują szczególne wartości religijne, moralne lub artystyczne. W roku 2007 film został wpisany na listę UNESCO Pamięć Świata.

## Fabuła
Główną bohaterką jest 12-letnia Dorotka Gale, która mieszka z ciotką i wujkiem na farmie w Kansas, a jej najbliższym przyjacielem jest piesek Toto. Połowa farmy należy jednak do pani Gulch, która nie należy do sympatycznych osób. Kiedy pewnego dnia Toto gryzie kobietę w nogę, ta postanawia go uśpić. Dorotka uważa, że jedynym sposobem na uratowanie czworonoga będzie ucieczka. Jednak spotkany przypadkiem profesor Marvel przekonuje nieświadomie dziewczynkę do powrotu do domu. Gdy Dorotka i Toto wracają tam, w dom z ogromną mocą uderza dużych rozmiarów trąba powietrzna i porywa dziewczynkę wraz z psem i całym budynkiem.
Tornado przenosi Dorotkę i Toto do fantastycznej krainy Oz, znajdującej się po drugiej stronie tęczy. Nowa przygoda rozpoczyna się od śmierci Złej Czarownicy ze Wschodu, której siostra – Zła Czarownica z Zachodu – poprzysięga zemstę na dziewczynce. Dorotka postanawia udać się do Szmaragdowego Grodu, stolicy krainy Oz, aby odnaleźć jej władcę, potężnego czarownika, i prosić o pomoc w powrocie do domu.
Podczas wyprawy dziewczynka poznaje nowych przyjaciół – Blaszanego Drwala, Stracha na Wróble i Tchórzliwego Lwa, którzy przyłączają się do Dorotki i Toto. Nowi towarzysze również pragną poznać czarnoksiężnika i poprosić go o spełnienie własnych marzeń: Blaszany Drwal chciałby mieć prawdziwe serce, Tchórzliwy Lew – odwagę, a Strach na Wróble – mądrość. Plany Dorotki i jej przyjaciół stara się jednak usilnie pokrzyżować Zła Czarownica z Zachodu.

## Obsada
- Judy Garland – Dorotka Gale
- Frank Morgan –
  - profesor Marvel,
  - Czarnoksiężnik Oz,
  - klucznik miasta,
  - woźnica,
  - strażnik bramy miasta
- Ray Bolger –
  - Strach na wróble,
  - Hunk
- Jack Haley –
  - Blaszany Drwal,
  - Hickory
- Bert Lahr –
  - Tchórzliwy Lew,
  - Zeke
- Margaret Hamilton –
  - Zła Czarownica z Zachodu,
  - panna Almira Gulch,
  - Zła Czarownica ze Wschodu

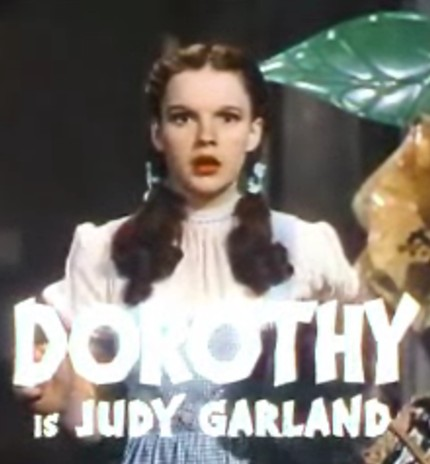
Judy Garland w zwiastunie filmu

- Billie Burke – Glinda, Dobra Czarownica z Północy
- Charley Grapewin – wujek Henry Gale
- Clara Blandick – ciotka Emily Gale
- Pat Walshe – Nikko, dowódca latających małp
- Mitchell Lewis – dowódca Winków (niewymieniony w czołówce)
- Charlie Becker – burmistrz Manczkinów (niewymieniony w czołówce)
- Jerry Maren – Manczkin (niewymieniony w czołówce)
- Mickey Carroll – Manczkin (niewymieniony w czołówce)

## Produkcja
Rolę Dorotki miała zagrać Shirley Temple, jednak ostatecznie w postać tę wcieliła się aktorka i piosenkarka Judy Garland, która miała wówczas 17 lat.
Z filmu pochodzi piosenka „(Somewhere) Over the Rainbow”, która stała się przebojem muzyki rozrywkowej.

## Nagrody i wyróżnienia
| - 1940: Nagroda Akademii Filmowej – Oscar – Najlepsza muzyka oryginalna - 1940: Oscar – najlepsza piosenka (Over the Rainbow) - 2005: Satelita (Nagroda Międzynarodowej Akademii Prasowej) – Najlepsze wydanie DVD klasyków kina, za 3 płytowe wydanie kolekcjonerskie - 2006: Saturn (Nagroda Akademii Science Fiction, Fantasy i Horroru) – Najlepsze wydanie DVD klasyków kina - 1939: Złota Palma na Festiwalu Filmowym w Cannes - 1940: Oscar – najlepszy film - 1940: Oscar – najlepsza scenografia - 1940: Oscar – najlepsze efekty specjalne - 1940: Oscar – najlepsze zdjęcia filmów kolorowych - 2005: Satelita – najlepsze dodatki w wydaniu DVD, za 3 płytowe wydanie kolekcjonerskie - 2005: Satelita – najlepsze wydanie DVD, za 3 płytowe wydanie kolekcjonerskie - 2005: Satelita – najlepsze wydanie DVD filmu dla młodych widzów, za 3 płytowe wydanie kolekcjonerskie | - 2001: 6. miejsce na liście stu najlepszych filmów wszech czasów według Amerykańskiej Akademii Filmowej - 2001: 26. miejsce w rankingu 100 najlepszych filmów wszech czasów przeprowadzonym przez telewizję Channel 4 - 2002: 7. miejsce w rankingu brytyjskiej sieci sklepów Woolworths na filmy zapewniające dobre samopoczucie - 2003: 3. miejsce w rankingu ogłoszonym przez kanał Channel 4 na najpopularniejsze na Wyspach Brytyjskich musicale - 2003: 4. miejsce na Liście 100 największych bohaterów i złoczyńców wszech czasów dla Margaret Hamilton za rolę Złej Czarownicy z Zachodu według Amerykańskiego Instytutu Filmowego - 2004: 1. miejsce na Liście 100 najlepszych piosenek filmowych wszech czasów dla Over the Rainbow według Amerykańskiego Instytutu Filmowego - 2004: 82. miejsce Liście 100 najlepszych piosenek filmowych wszech czasów na dla piosenki Ding Dong! The Witch Is Dead według Amerykańskiego Instytutu Filmowego - 2005: 7. miejsce w kategorii najlepszy film w historii kina w rankingu Digital Dreem Doors - 2005: 4., 23. i 99. miejsce na Liście 100 najlepszych kwestii filmowych wszech czasów według Amerykańskiego Instytutu Filmowego - 2006: 6. miejsce w rankingu magazynu „Hotdog” na najwspanialszy film wszech czasów - 2006: 3. miejsce na liście 25 najlepszych musicali wszech czasów według Amerykańskiego Instytutu Filmowego - 2006: 26. miejsce na Liście 100 najbardziej inspirujących filmów wszech czasów według Amerykańskiego Instytutu Filmowego - 2007: 10. miejsce na liście stu najlepszych filmów według Amerykańskiego Instytutu Filmowego - 2008: najlepsza produkcja fantasy w historii kina według Amerykańskiego Instytutu Filmowego |

## Nawiązania i kontynuacje
Czarnoksiężnik z krainy Oz po sukcesie produkcji LeRoya był jeszcze wielokrotnie przenoszony na ekrany kin i telewizorów: jako Czarnoksiężnik z krainy Oz (The Wiz, 1978) Sidneya Lumeta, Powrót do Krainy Oz (Return to Oz, 1985) Waltera Murcha i poważniejszy w tonacji miniserial Blaszany bohater (Tin Man, 2007). Do Czarnoksiężnika... nawiązują m.in. Muppety w krainie Oz (2005) Kirka Thatchera.
W Australii (USA, Australia, 2008) lady Ashley, chcąc nawiązać kontakt z Nullah, opowiada mu o Czarnoksiężniku z Oz i śpiewa piosenkę „Over the Rainbow”. Z kolei podczas balu u Kinga Carneya bohaterowie oglądają film.
W Prezencie pod choinkę (USA, 1983), którego akcja dzieje się w latach 40. XX wieku, trwa kampania reklamowa filmu, a Ralphie w swoich wyobraźni obsadza niektóre osoby z jego otoczenia w postacie filmu.
W skeczu brytyjskiego programu komediowego The Benny Hill Show „WonderGran Meets Dr. Jackal and Mr. Hyde”, gdy pan Hyde zaprzyjaźnia się z gangiem złodziei, w tle leci muzyka „We’re Off to See the Wizard”.